# Woodsia indusiosa
Woodsia indusiosa är en hällebräkenväxtart som beskrevs av Christ. Woodsia indusiosa ingår i släktet Woodsia och familjen Woodsiaceae. Inga underarter finns listade.